# Клавишник
Кла́вишник (от англ. keyboardist) — термин обозначающий музыканта, который играет на акустических и электронных клавишных инструментах, например, на фортепиано и на синтезаторе. В студийной работе или на концертной сцене такой музыкант может играть одновременно на нескольких клавишных инструментах и выступает как мультиинструменталист.

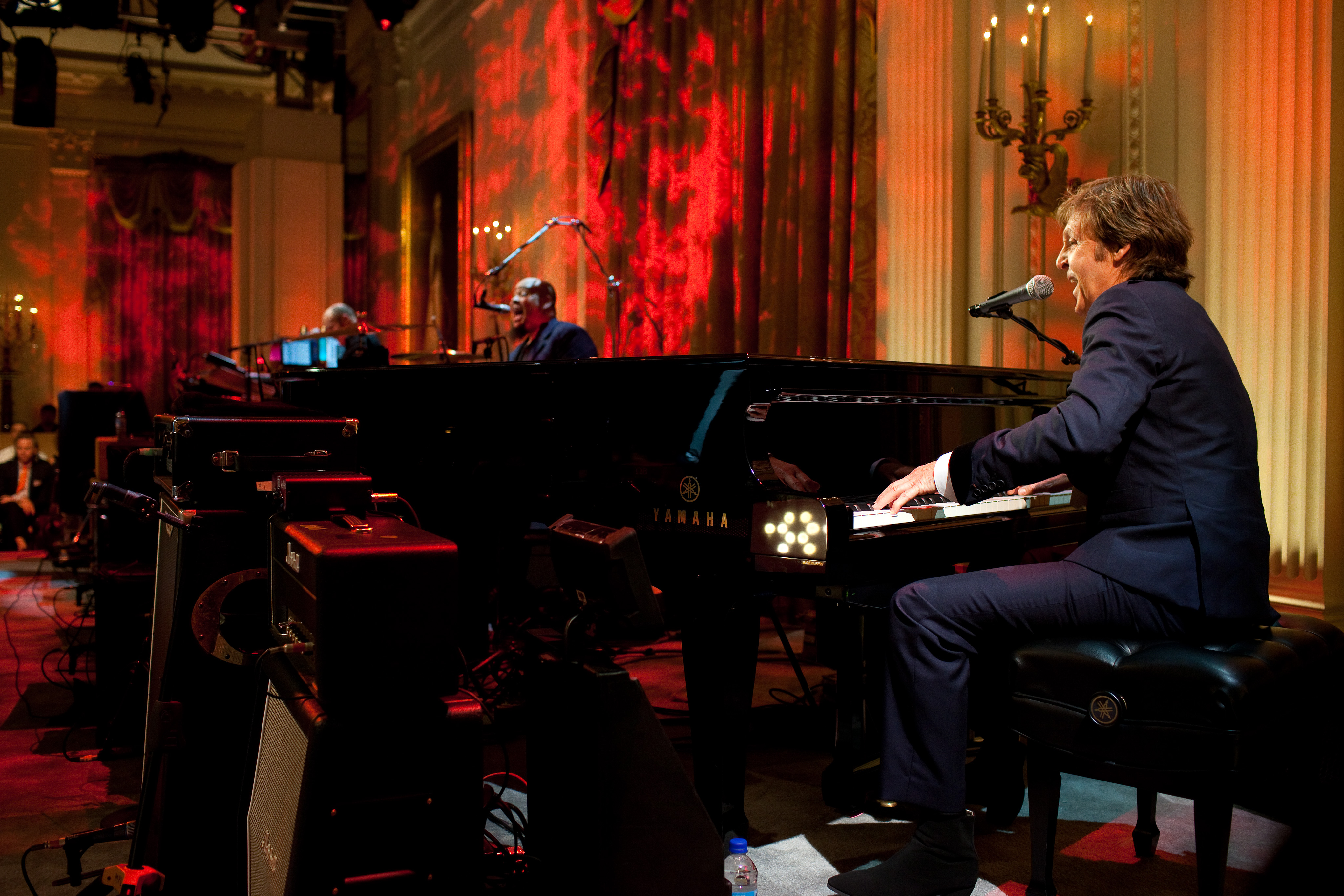
Пол Маккартни играет на рояле на концерте в Белом доме, 2010 год

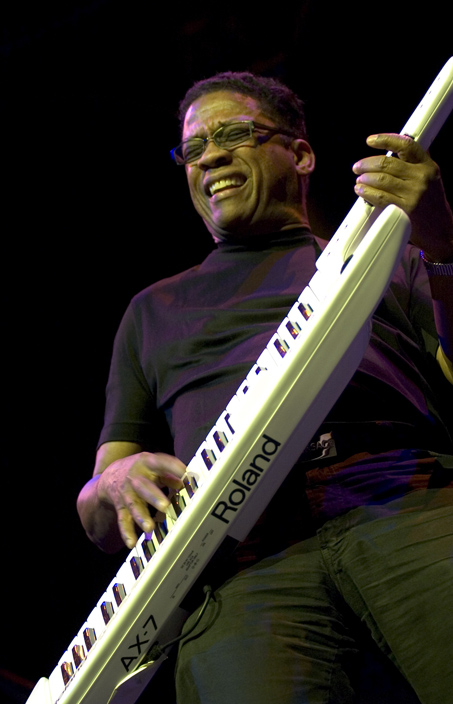
Херби Хэнкок играет на клавишном инструменте Roland AX-7 на концерте в Лондоне, 2006 год

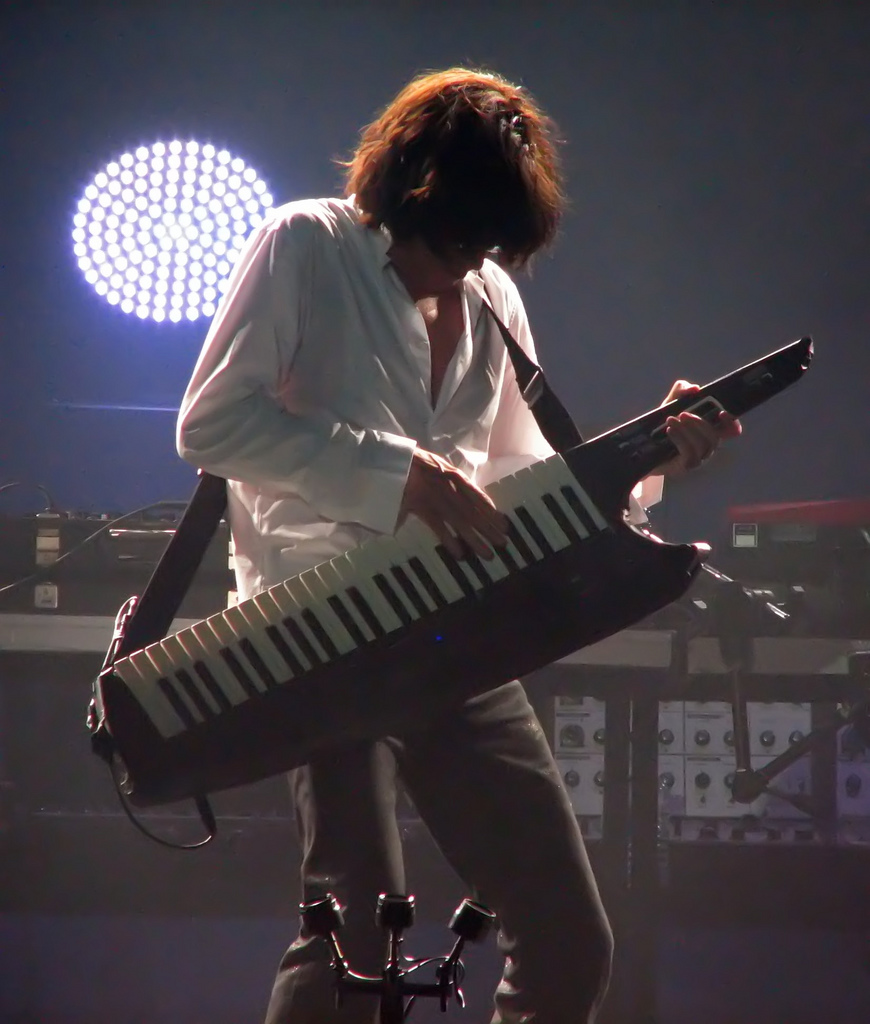
Жан-Мишель Жарр играет на клавишном инструменте Roland AX-Synth

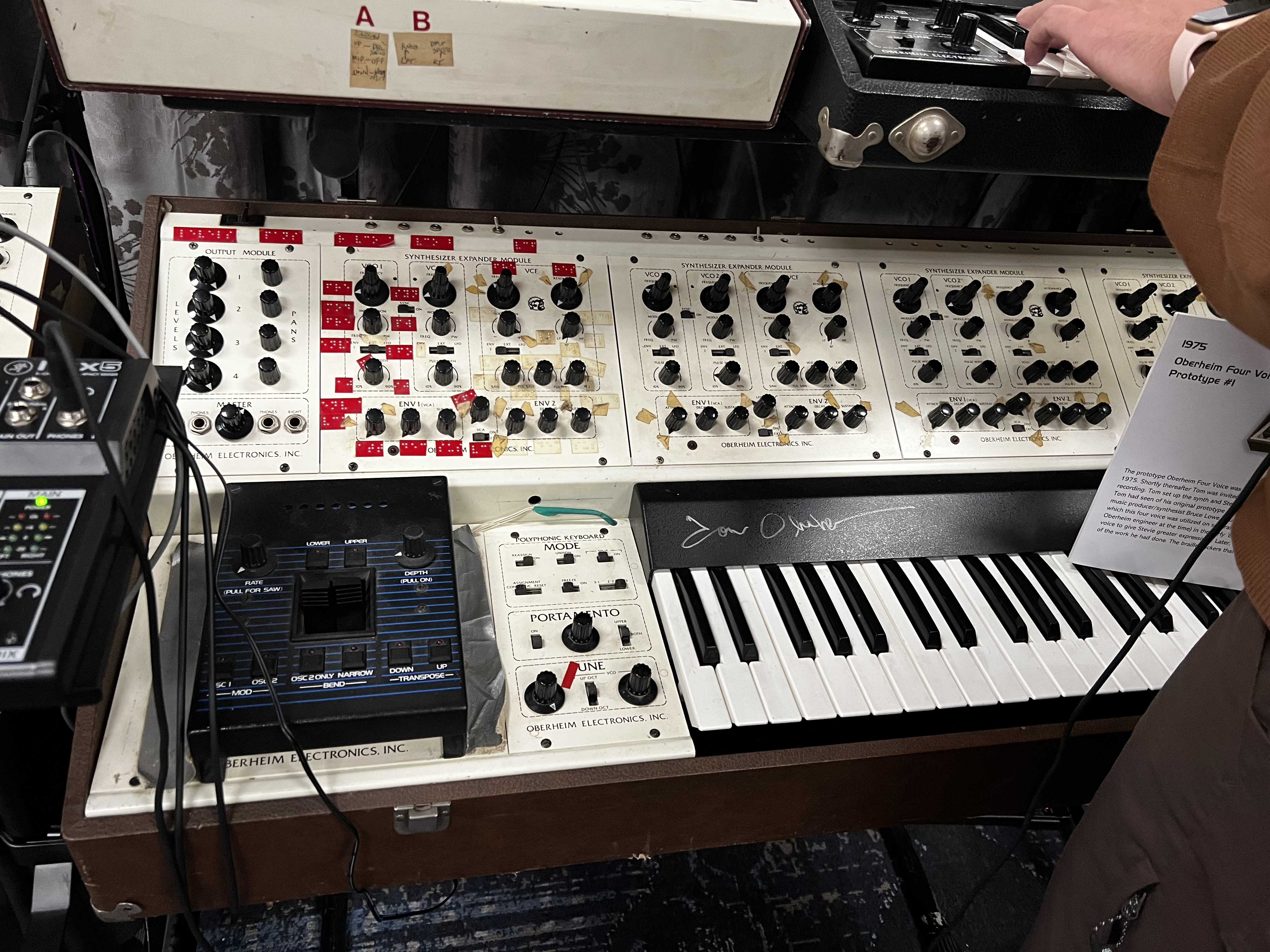
клавишный инструмент Oberheim Four Voice на котором играет музыкант Стиви Уандер

## Профессия клавишника
Профессия клавишника сформировалась постепенно во второй половине 20го века в связи с возросшим спросом на новые жанры и стили популярной музыки, такие, как рок, поп, джаз, фанк и экспериментальные стили. Создавались многочисленные ансамбли и группы имеющие в своём составе клавишника вместе с другими музыкантами, а также студии звукозаписи в которых стали использоваться новые инструменты с клавишами созданные такими инженерами, как Лоуренс Хаммонд, Лео Фендер, Роберт Муг и другими. Разнообразие клавишных инструментов значительно обогащает звучание современных оркестров, популярных ансамблей, джазовых коллективов и рок групп таких, как The Beatles, Rolling Stones, Deep Purple, Yes, Emerson, Lake and Palmer, Modern Talking, Леди Гага и многих других известных исполнителей.

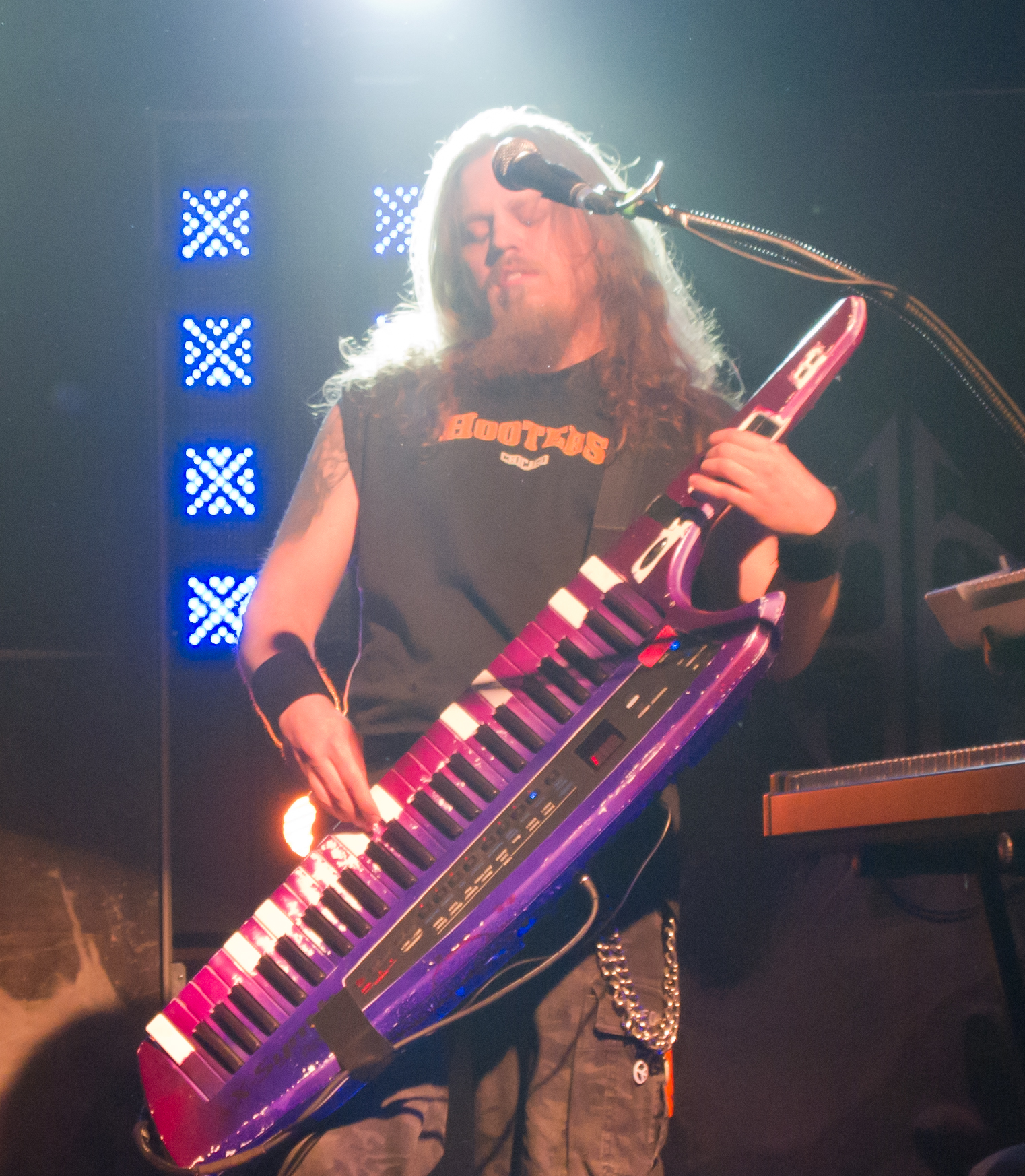
Хенрик Клингенберг (Sonata Arctica), метал

## Современные клавишники
Современные клавишники, как правило имеют музыкальное образование по классу фортепиано или органа, но иногда клавишником может стать и исполнитель на других инструментах, который имеет соответствующую подготовку и практику. Такими примерами являются Пол Маккартни и Джон Леннон, которые будучи сначала гитаристами и вокалистами в ходе карьеры значительно развили свои способности и нередко успешно использовали в студии и на концертах клавишные инструменты: фортепиано, электроорган, меллотрон, электропиано и синтезатор.

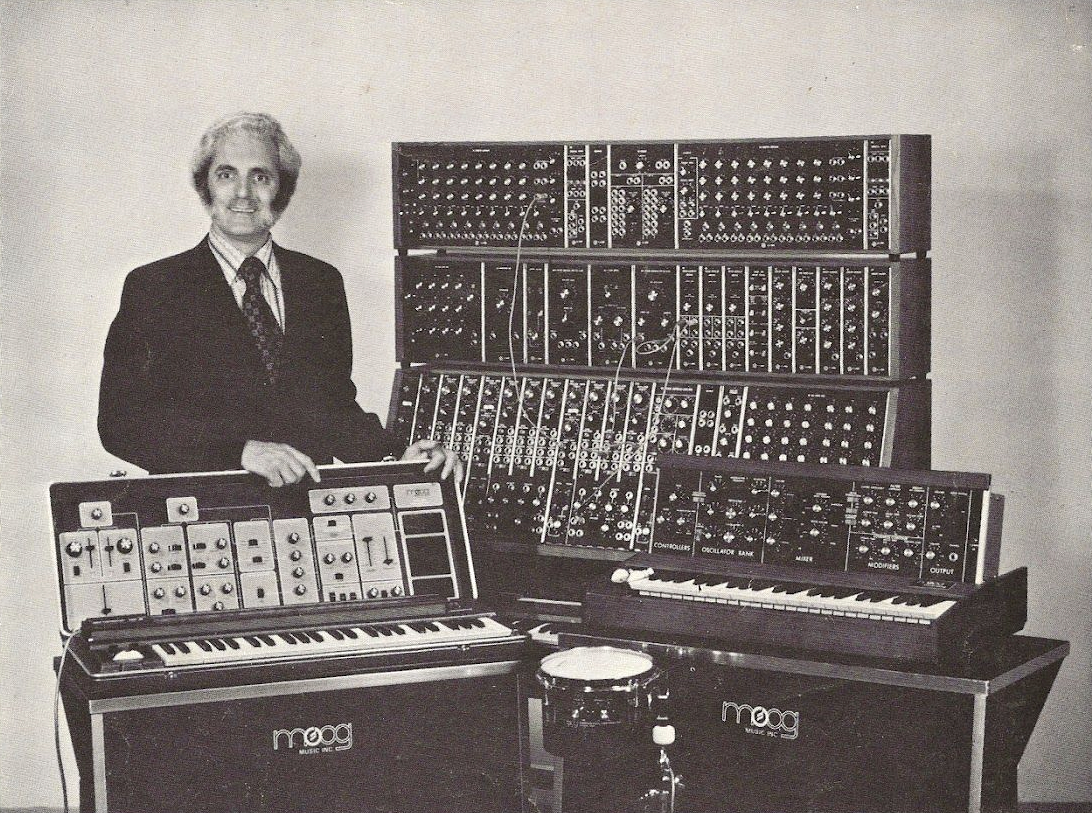
Роберт Муг с синтезатором Moog в 1970-х

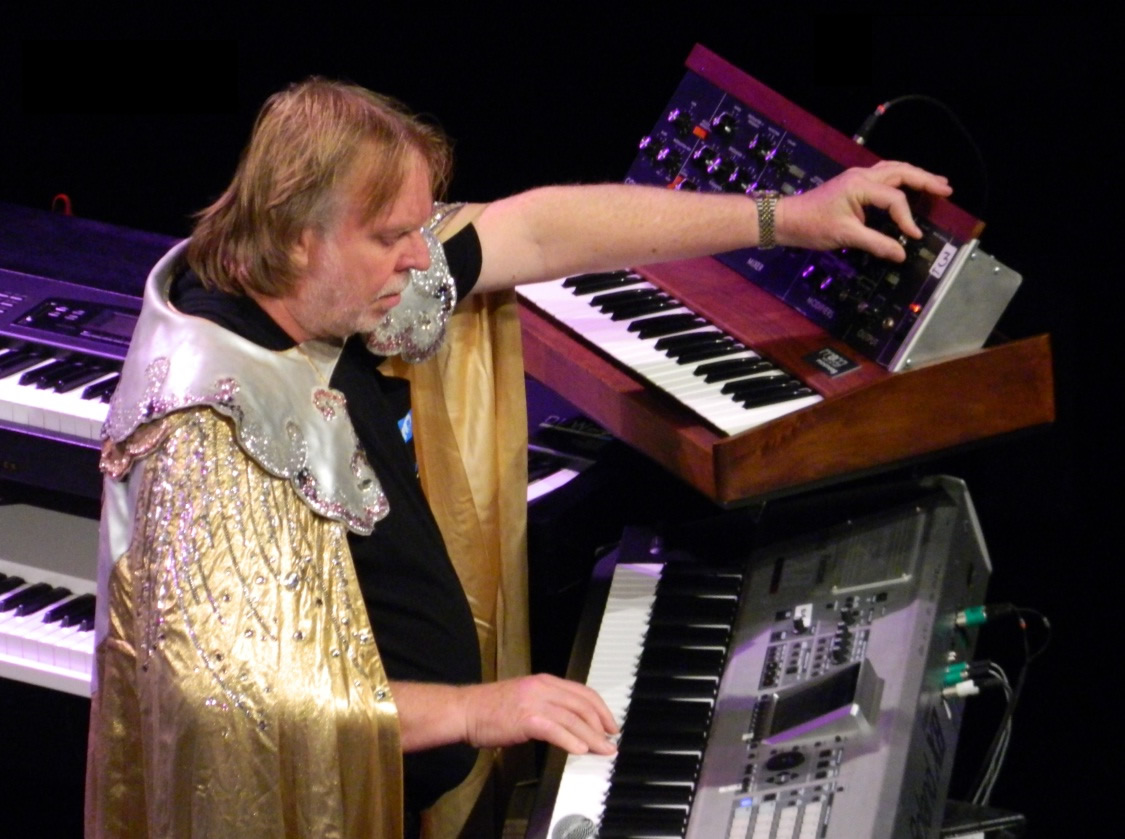
Рик Уэйкман играет на клавишных инструментах на концерте в 2012 году

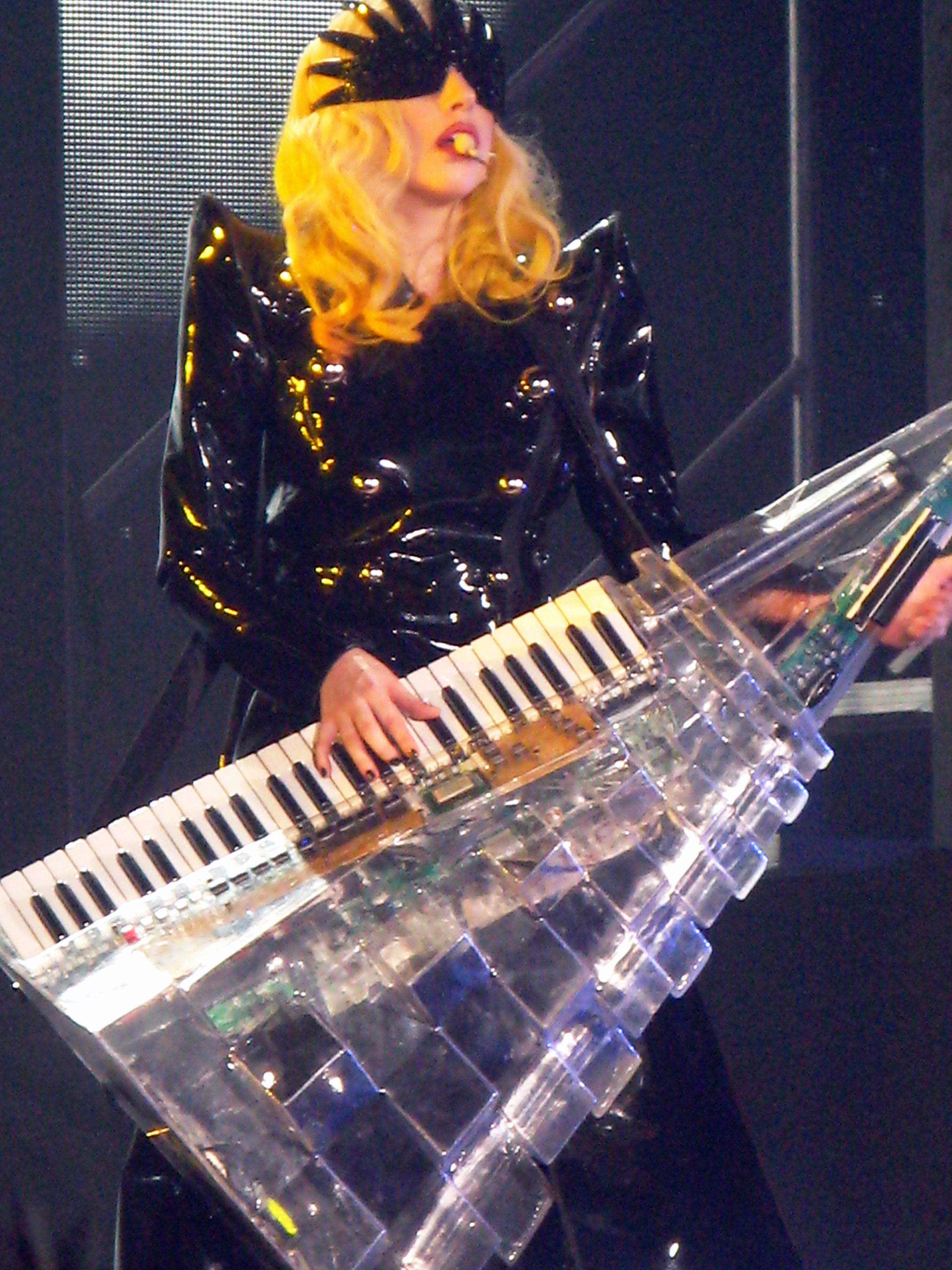
Леди Гага играет на клавишном инструменте Клавитара

Академических музыкантов, играющих исключительно на акустических клавишных инструментах, как правило обозначают по названию инструмента — фортепиано (пианист), клавесин (клавесинист), орган (органист), молоточковое фортепиано (клавирист). При этом академических пианистов, например, которые также играют на клавесине (как Гленн Гульд, Алексей Любимов, Рональд Браутигам и мн. др.), как правило «клавишниками» не называют.

## Руководители ансамблей и групп
Некоторые известные клавишники являются основателями и руководителями созданных ими ансамблей и групп. Самые известные клавишники и весьма значимые персоны в музыкальном и шоу бизнесе, такие как Кит Эмерсон, Манфред Манн, Рик Уэйкман, Херби Хэнкок, Чик Кориа, Стиви Уандер, Леди Гага, Раймонд Паулс, Игорь Николаев и многие другие. Эти и другие клавишники являются авторами многих известных и популярных композиций, песен и альбомом, а также имеют многочисленные фан-клубы во многих странах мира.
Клавишники успешно работают и в жанре музыки для кинофильмов, телевидения и компьютерных игр. Такие клавишники, как Дейв Грусин, Сергей Курёхин, Жан-Мишель Жарр, Янни создали саундтреки ко многим кинофильмам и телевизионным программам.